# Sneedville
Sneedville település az Amerikai Egyesült Államok Tennessee államában, Hancock megyében, melynek megyeszékhelye is. Lakosainak száma 1282 fő (2020. április 1.).

## Népesség
A település népességének változása:

| 2010 | 1 387 |
| 2020 | 1 282 |